# Gare de Servon - Tanis
La gare de Servon - Tanis est une gare ferroviaire française (fermée) de la ligne de Lison à Lamballe, située au lieu-dit La Gare sur le territoire de la commune de Servon, à proximité de Tanis dans le département de la Manche en région Normandie.
Elle est mise en service en 1878 par la Compagnie des chemins de fer de l'Ouest et fermée vers la fin du XXe siècle par la Société nationale des chemins de fer français (SNCF).

## Situation ferroviaire
Établie à 13 mètres d'altitude, la gare de Servon - Tanis est située au point kilométrique (PK) 100,135 de la ligne de Lison à Lamballe, entre les gares de Pontaubault (fermée) et de Pontorson - Mont-Saint-Michel (ouverte).

## Histoire
Par décision ministérielle du 23 mars 1877, la création de la gare de Servon - Tanis et son emplacement sont déterminés sur la ligne de Saint-Lô à Lamballe, troisième section d'Avranches à Pontorson, de la Compagnie des chemins de fer de l'Ouest. La « station de Servon - Tanis » est mise en service le 30 décembre 1878, lors de l'ouverture à l'exploitation de la section d'Avranches à Dol-de-Bretagne.
En 1957, c'est une gare de la région Ouest de la SNCF, qui dispose d'un bâtiment voyageurs et de voies de service.
La gare est fermée, depuis janvier 1971